# David Attenborough
Sir David Frederick Attenborough (Isleworth, Middlesex, Engleska, 8. svibnja 1926.), britanski prirodoslovac, televizijski je autor i pisac. Jedan je od najpoznatijih i najdugovječnijih televizijskih prezentatora i autora brojnih serijala o prirodi i životinjskom svijetu, koje je tijekom više od pola stoljeća duge karijere pisao i stvarao za britanski BBC. Najpoznatiji je po serijalu prirodnih dokumentaraca Život koji su snimljeni u devet nastavaka u razdoblju od 1979. do 2005. godine te po dokumentarcima Prirodni svijet koji su snimani od 1983. godine do danas.
Mlađi je brat britanskog glumca i redatelja Richarda Attenborougha (1924. – 2014.). David je 2018. i 2019. godine primio prestižnu Nagradu Emmy za udarni termin programa. Godine 2020. uvršten je na popis stotinu najcjenjenijih Britanaca, prema anketi BBC-ija. Smatra ga se začetnikom dokumentaraca o prirodi.

## Izabrana filmografija
| Godina | Naslov                 | Bilješke                                                                                     |
| ------ | ---------------------- | -------------------------------------------------------------------------------------------- |
| 1954.  | Zoo Quest              | serijal dokumentaraca snimanih do 1963. godine i prvi važan projekt s Davidom Attenboroughom |
| 1977.  | Divlji svijet na Prvom | serijal dokumentaraca snimanih do 2005. godine                                               |
| 1979.  | Život na Zemlji        | dokumentarac o povijesti života na Zemlji; poznat po dotad neviđenim snimkama                |
| 1984.  | Živi planet            |                                                                                              |
| 1998.  | Život ptica            | dokumentarac o različitim pticama i njihovim životnim navikama                               |
| 2001.  | Plavi planet           | prirodoslovna povijest života u oceanima                                                     |
| 2006.  | Planet Zemlja          |                                                                                              |
| 2011.  | Smrznuti planet        | prirodoslovna povijest polarnih krajeva                                                      |
| 2016.  | Planet Zemlja 2        | nastavak dokumentarca Planet Zemlja                                                          |
| 2017.  | Plavi planet 2         | nastavak dokumentarca Plavi planet                                                           |
| 2019.  | Naš planet             | Netflixov dokumentarac                                                                       |

## Vanjske poveznice
|  | Zajednički poslužitelj ima još gradiva o temi David Attenborough |

- David Attenborough Hrvatska enciklopedija
- David Attenborough Britannica (engl.)
- David Attenborough biography.com (engl.)
- Životopis Sir Davida Attenborougha biographyonline.net (engl.)